# Кориліс флореський
Кори́ліс флореський (Loriculus flosculus) — вид папугоподібних птахів родини Psittaculidae. Ендемік Індонезії.

## Опис
Довжина птаха становить 12 см. Забарвлення переважно жовтувато-зелене, нижня частина тіла помітно світліша. На горлі червона пляма. Нижня частина спини і верхні покривні пера хвоста яскраво-червоні. Спина має оранжевий відтінок. Крила зелені з блакитнуватими краями. Стернові пера зелені з жовтувато-зеленими кінчиками. На зовнішніх стернових перах червоні смуги. Нижня сторона хвоста блакитнувата. Дзьоб оранжево-червоний з жовтуватим кінчиком. Очі і лапи оранжеві. У самців шия поцяткована рудувато-коричневими смужками. У самиць червона пляма на горлі мала або зовсім відсутня, очі карі. Молоді птахи подібні до самиць, однак дзьоб і лапи у них блідіші.

## Поширення і екологія
Флореські кориліси є ендеміками острова Флорес. Вони живуть у вологих рівнинних і гірських тропічних лісах. Зустрічаються на висоті від 800 до 1200 м над рівнем моря. 

## Поведінка
Флореські кориліси живуть невеликими сімейними групами і зграйками до 10 птахів. Живляться нектаром, плодами, квітками, бруньками і насінням.

## Збереження
МСОП класифікує цей вид як вразливий. За оцінками дослідників, популяція флореських корилісів становить від 3,5 до 15 тисяч птахів. Їм загрожує знищення природного середовища.